# Alpint skiløb under vinter-OL 1984
Under Vinter-OL 1984 i Sarajevo blev det arrangeret seks øvelser i Alpint skiløb.

## Medaljer
| Alpine grener under Vinter-OL 1984 – Sarajevo | Alpine grener under Vinter-OL 1984 – Sarajevo | Alpine grener under Vinter-OL 1984 – Sarajevo | Alpine grener under Vinter-OL 1984 – Sarajevo | Alpine grener under Vinter-OL 1984 – Sarajevo | Alpine grener under Vinter-OL 1984 – Sarajevo |
| --------------------------------------------- | --------------------------------------------- | --------------------------------------------- | --------------------------------------------- | --------------------------------------------- | --------------------------------------------- |
| Nr.                                           | Land                                          | Guld                                          | Sølv                                          | Bronze                                        | Totalt                                        |
| 1                                             | USA (USA)                                     | 3                                             | 2                                             | 0                                             | 5                                             |
| 2                                             | Schweiz (SUI)                                 | 2                                             | 2                                             | 0                                             | 4                                             |
| 3                                             | Italien (ITA)                                 | 1                                             | 1                                             | 0                                             | 2                                             |
| 4                                             | Jugoslavien (YUG)                             | 0                                             | 1                                             | 0                                             | 1                                             |
| 5                                             | Frankrig (FRA)                                | 0                                             | 0                                             | 2                                             | 2                                             |
| 5                                             | Liechtenstein (LIE)                           | 0                                             | 0                                             | 2                                             | 2                                             |
| 7                                             | Tjekkoslovakiet (TCH)                         | 0                                             | 0                                             | 1                                             | 2                                             |
| 7                                             | Østrig (AUT)                                  | 0                                             | 0                                             | 1                                             | 2                                             |
| Totalt                                        | Totalt                                        | 6                                             | 6                                             | 6                                             | 18                                            |

## Herrer

### Styrtløb
| Plads | Land          | Udøver        | Tid     |
| ----- | ------------- | ------------- | ------- |
| 1     | USA (USA)     | Bill Johnson  | 1.45,59 |
| 2     | Schweiz (SUI) | Peter Müller  | 1.45,86 |
| 3     | Østrig (AUT)  | Anton Steiner | 1.45,95 |

### Storslalom
| Plads | Land                | Udøver         | Tid     |
| ----- | ------------------- | -------------- | ------- |
| 1     | Schweiz (SUI)       | Max Julen      | 2.41,18 |
| 2     | Jugoslavien (YUG)   | Jure Franko    | 2.41,41 |
| 3     | Liechtenstein (LIE) | Andreas Wenzel | 2.41,75 |

### Slalom
| Plads | Land           | Udøver        | Tid     |
| ----- | -------------- | ------------- | ------- |
| 1     | USA (USA)      | Phil Mahre    | 1.39,41 |
| 2     | USA (USA)      | Steve Mahre   | 1.39,62 |
| 3     | Frankrig (FRA) | Didier Bouvet | 1:40,20 |

## Kvinder

### Styrtløb
| Plads | Land                  | Udøver          | Tid     |
| ----- | --------------------- | --------------- | ------- |
| 1     | Schweiz (SUI)         | Michela Figini  | 1.13,36 |
| 2     | Schweiz (SUI)         | Maria Walliser  | 1.13,41 |
| 3     | Tjekkoslovakiet (TCH) | Olga Charvátová | 1.13,53 |

### storslalom
| Plads | Land           | Udøver           | Tid     |
| ----- | -------------- | ---------------- | ------- |
| 1     | USA (USA)      | Debbie Armstrong | 2.20,98 |
| 2     | USA (USA)      | Christin Cooper  | 2.21,38 |
| 3     | Frankrig (FRA) | Perrine Pelen    | 2.21,40 |

### Slalom
| Plads | Land                | Udøver          | Tid     |
| ----- | ------------------- | --------------- | ------- |
| 1     | Italien (ITA)       | Paoletta Magoni | 1.36,47 |
| 2     | Frankrig (FRA)      | Perrine Pelen   | 1.37,38 |
| 3     | Liechtenstein (LIE) | Ursula Konzett  | 1.37,50 |